# برايان كينيث هوبز
برايان كينيث هوبز (بالإنجليزية: Brian Kenneth Hobbs)‏ هو طبيب أسترالي، ولد في 1937، وتوفي في 2004.